# Marcus Hahnemann
Marcus Stephan Hahnemann (* 15. Juni 1972 in Seattle, Washington, USA) ist ein ehemaliger US-amerikanischer Fußballtorwart. Er spielte 13 Jahre lang bei englischen Vereinen und nahm mit der US-amerikanischen Nationalmannschaft an der WM 2006 und an der WM 2010 teil.

## Kindheit
Hahnemanns deutsche Eltern waren in den 1960er Jahren aus Wentorf bei Hamburg in die USA ausgewandert, da sein Vater eine Anstellung beim Boeing-Konzern erhielt. Er  In seiner Jugendzeit engagierte er sich neben dem Fußball auch für American Football, Basketball, Baseball, Motocross, BMX und Skateboarding.

## Sportlicher Werdegang
Hahnemann entschloss sich, den Fußballsport intensiver zu betreiben und stand während seiner Schulausbildung bei den dortigen Fußballmannschaften zwischen den Pfosten. Nachdem er in der Kentridge High School und einer Auszeichnung als MVP gespielt und später in der Newport High im Jahr 1988 in einer Saison elf Partien ohne Gegentor absolviert hatte, spielte er auch an der Seattle Pacific University für die Falcons.
Hahnemann entwickelte sich bei den Falcons zu einem der besten Torhüter des Landes und gewann 1993, in seinem letzten Studienjahr an der Universität, die Meisterschaft in der Division II der NCAA. Er stellte zahlreiche Rekorde auf, darunter 46 Spiele während seiner Zeit dort insgesamt und zwischenzeitlich 944 Minuten in Folge ohne Gegentreffer. In dieser Zeit spielte er auch in der U-23-Nachwuchsmannschaft des Staates Washington und gewann mit diesem Team 1991 und 1992 zwei nationale Meisterschaften.
Er wechselte anschließend zu den Seattle Sounders und unterschrieb dort im Januar 1995 seinen ersten Profivertrag. Im Jahr zuvor hatte er bereits in der Nationalmannschaft seinen Einstand gegeben und kam gegen Honduras, Trinidad und Tobago und Jamaika zu drei Länderspielen, denen neun Jahre später der vierte Einsatz folgen sollte. In seinem ersten Jahr bei den Sounders in der damaligen A-League, wie die oberste US-amerikanische Profiliga zu diesem Zeitpunkt hieß, wurde er in die beste Elf der Saison gewählt. Er führte seinen Verein 1996 zur A-League-Meisterschaft und wechselte 1997 in die kurz zuvor geschaffene Major League Soccer zu den Colorado Rapids. Auch in Colorado führte er sich nach seinem Debüt als Einwechselspieler gegen Dallas Burn schnell ein und wurde dort zum Stammtorhüter.
Zur Saison 1999/2000 wechselte Hahnemann zum englischen Zweitligisten FC Fulham. Dort war er von Beginn an Ersatzmann hinter Maik Taylor. Nach dem Aufstieg in die Premier League und einigen Einsätzen in Pokalwettbewerben wurde er durch den Einkauf des niederländischen Nationaltorhüters Edwin van der Sar nur noch zur dritten Wahl, so dass er im Jahr 2001 zunächst an den Viertligisten AFC Rochdale und dann an den Drittligisten FC Reading ausgeliehen wurde. Beim FC Reading, der inzwischen in die zweite Liga aufgestiegen war und Hahnemann nach dem Ausleihgeschäft endgültig kaufte, stand er in 46 Spielen im Tor und führte den Verein 2003 in die Play-offs zum Aufstieg in die Premier League. Dort unterlag der Verein nach Hin- und Rückspiel den Wolverhampton Wanderers. Nach einer weiteren Saison, in der sich Hahnemann am Knie verletzt hatte und einige Monate ausgefallen war, gelang dem Verein in der Saison 2005/06 als Zweitligameister der Aufstieg in die höchste englische Spielklasse. Hahnemann wurde von der Professional Footballers’ Association – der Vereinigung der Profifußballer – in die Mannschaft des Jahres der Football League Championship gewählt.
Am 17. Juni 2009 unterschrieb Hahnemann bei den Wolverhampton Wanderers, die zuvor in der Saison 2008/09 in die Premier League aufgestiegen waren, einen Einjahresvertrag mit einer Option auf eine anschließende Verlängerung um ein weiteres Jahr. Diese Option nahmen die „Wolves“ nach dem Klassenhalt im Mai 2010 wahr. Nach einer Serie von Niederlagen, u. a. auch gegen den Rivalen FC Blackpool, wurde er ab November 2010 nicht mehr berücksichtigt. Hahnemann verließ den Klub nach der Saison 2010/11. Am 23. September 2011 unterschrieb er einen Vertrag beim FC Everton. Dort kam er für die erste Mannschaft nicht zum Einsatz und verließ den Verein im Mai 2012.
Danach schloss er sich im September 2012 den Seattle Sounders in der US-amerikanischen Major League Soccer an. Er kam im ersten Halbjahr zu keinem Einsatz. Am 4. August 2013 gab Hahnemann sein Debüt für die Seattle Sonders beim 3:0-Sieg am 25. Spieltag im Spiel gegen den FC Dallas. Er kam in der MLS-Saison 2013 zu insgesamt vier Einsätzen im regulären Ligabetrieb, in der Saison 2014 wurde er nicht in der Liga eingesetzt. Seinen einzigen Einsatz absolvierte er am 25. Juni 2014 in der fünften Runde des US Open Cups gegen die San Jose Earthquakes. Dies war auch sein letzter Einsatz als Aktiver. Hahnemann beendete Ende 2014 seine Karriere.

## Sonstiges
Hahnemann kommt aus einer sportlich geprägten Familie. Seine Schwester Diana spielte College-Fußball an der University of Washington. Sowohl er als auch Diana wurden von seinem Vater in den Schulmannschaften betreut.
Er besitzt neben dem US-amerikanischen auch einen deutschen Pass, sodass er im englischen Fußball nicht zu den nur in begrenzter Anzahl einsetzbaren Nicht-EU-Ausländern zählte und spricht neben Englisch auch Deutsch.